# Bill Dowdy
William „Bill“ Lee Dowdy (* 15. August 1932 in Osceola; † 12. Mai 2017 in Battle Creek) war ein US-amerikanischer Jazzschlagzeuger und Musiklehrer.
Dowdy wuchs in Benton Harbor, Michigan auf. Er lernte Klavier und Schlagzeug an der High School und studierte es ab 1954 an der Roosevelt Universität in Chicago, hatte eine eigene Band, das Club 49 Trio 1949, mit der er auch im Radio in Chicago gesendet wurde. Er arbeitete in Bluesbands und unter anderem mit Johnny Griffin und J. J. Johnson. 1956 gründete er die Formation The Four Sounds in South Bend, Ind. und spielte dann mit Gene Harris und Andy Simpkins im Jazztrio The Three Sounds. Gemeinsam nahmen sie über zehn Alben von den 1950er bis in die frühen 1970er Jahre auf. Außerdem spielte Dowdy mit Lester Young, Lou Donaldson, Nat Adderley, Johnny Griffin, Anita O’Day und Sonny Stitt.
Seine Vorbilder waren Gene Krupa, Max Roach, Roy Haynes und Tony Williams.
Dowdy ließ sich in Battle Creek nieder und arbeitete zunächst in einer Musikalienhandlung, eröffnete aber schließlich sein eigenes Geschäft. Dowdy arbeitete auch als Musiklehrer für Klavier und Schlagzeug.

## Lexikalische Einträge
- Carlo Bohländer, Karl Heinz Holler, Christian Pfarr: Reclams Jazzführer. 4., durchgesehene und ergänzte Auflage. Reclam, Stuttgart 1990, ISBN 3-15-010355-X.
- Leonard Feather: The Encyclopedia of Jazz. 1984.
- The Giants of Jazz Piano. Backbeat Books. 2001. (History of the Three Sounds)